# فانس
يجسد فانس ((بالإغريقية:  Φάνης)، Φάνητος) أو بروتوجونوس ((بالإغريقية:  Πρωτογόνος)، "المولود الأول") في الميثولوجيا الإغريقية إله الإنجاب والحياة الجديدة، وهو من البروتوغونيين ومن أسمائه أيضا إيركابائيوس Erikapaeus القدرة وميتيس Metis الفكرة، وغالبا ما يعادل بايروس وميثارس Mithras.
يُمثل بمخنث يخرج من البيضة الكونية متشابكا مع ثعبان.
في بعض الأساطير كان فانس مُحتضنا من خرونوس وأنانكي ،وفي أساطير أخرى كان كبير الآلهة. ورثت ابنته نيكس منه صولجان الهيمنة والسيطرة وأعطته بدورها لابنها أورانوس."